# 艾莉克斯·盧梭
亚历桑德拉·「艾莉克斯」·卢梭（Alexandra "Alex" Rousseau）是美國廣播公司懸疑類電視連續劇《迷失》的角色之一，由塔妮娅·雷蒙德（Tania Raymonde）飾演。